# 鎌田景弼

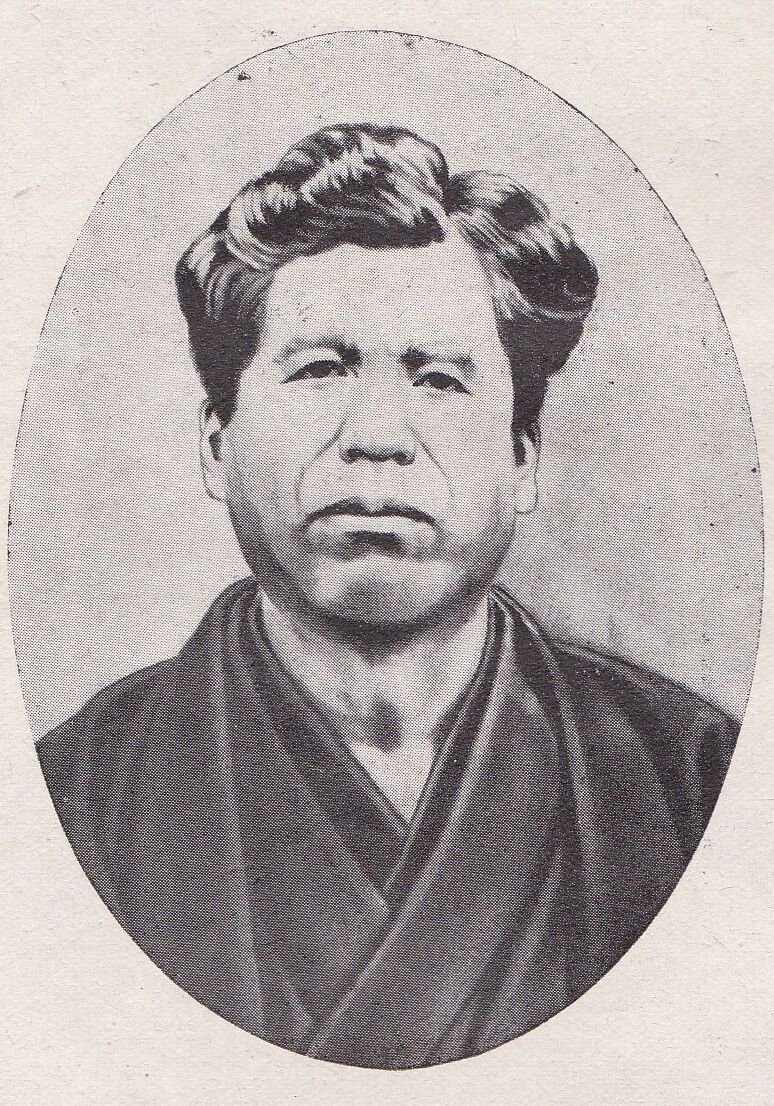
自画像

鎌田 景弼（かまた かげすけ / けいすけ、1842年〈天保13年〉 - 1888年〈明治21年〉6月18日）は、幕末の熊本藩士、明治期の裁判官・内務官僚。佐賀県令・知事。位階は正五位。
字・伯寧、通称・新兵衛、平十郎。号・酔石。

## 生涯
熊本藩士・鎌田左一郎の長男として生まれた。明治2年（1869年）熊本藩に出仕し参政、公議人に就任。明治4年（1971年）熊本藩が熊本県となると権大参事に就任した。
1875年2月、左院五等議官に転じた。同年6月七等判事・東京裁判所判事に就任。1977年6月廃官。同年8月、再び判事に任官し高知裁判所長となる。その後、司法権大書記官、兼参事院員外議官補を務めた。
1883年5月19日、第二次佐賀県が発足すると初代県令に就任。1884年7月1日に開校した佐賀県師範学校の設立に尽力。
1886年7月19日、地方官官制改正に伴い同県知事となる。千歳川治水事業、九州鉄道開通などに尽力。博多久留米間の鉄道開通について、『佐賀にも一つ位駅がなければ』とのことで鳥栖駅が設置されたといわれている。1887年（明治20年）5月27日、勲六等を授章、従五位勲六等となった。知事在任中に享年47歳で病死した。
1888年（明治21年）6月18日、贈位、正五位。

## 家族
祖母・鎌田たね（享年81歳）、父・鎌田左一郎景文、母・鎌田数子、先妻・つた(都多）、後妻・鎌田（松崎）すゑ（享年47歳）、長男・鎌田諧、長女・松崎登利、次女・伊吹喜津、次男・江良剛治、三男・鎌田恬三
つたは、熊本藩士江良丹七の娘で、早くに母親を亡くし、継母の親族の上月八郎の養子になる。
嘉永元年8月生まれ、16歳で景弼と結婚。明治13年12月30日、結核の為、享年33歳で亡くなる。
台東区谷中の宝塔山多宝院龍門寺に埋葬されるが、昭和37年に熊本へ改葬された。
三男・恬三だけがすゑの子供。
三男・恬三は、第一生命保険大分・静岡支部長を歴任し活躍。
妻は、熊本県士族坂井小七の三女・ま壽。長男・正巳は、早稲田大学政治経済学科卒。
妹（景文の次女）・マシ（麻志もしくは増）子は、神風連の乱の参謀格・小林恒太郎と明治9年3月に結婚。
恒太郎の自決後も小林家に残るも、鎌田家が家を挙げて東京に移る際に、同行させられる。
景弼の勧めで、再婚し子供を儲けるが、夫の素行が悪く、再び、鎌田家に戻る。
その後、不眠症を患い、恒太郎を思い再婚したことを後悔して、自刃する。
妹・馬場ハタの孫に、画家の吉田宏太郎がいる。

## 墓所

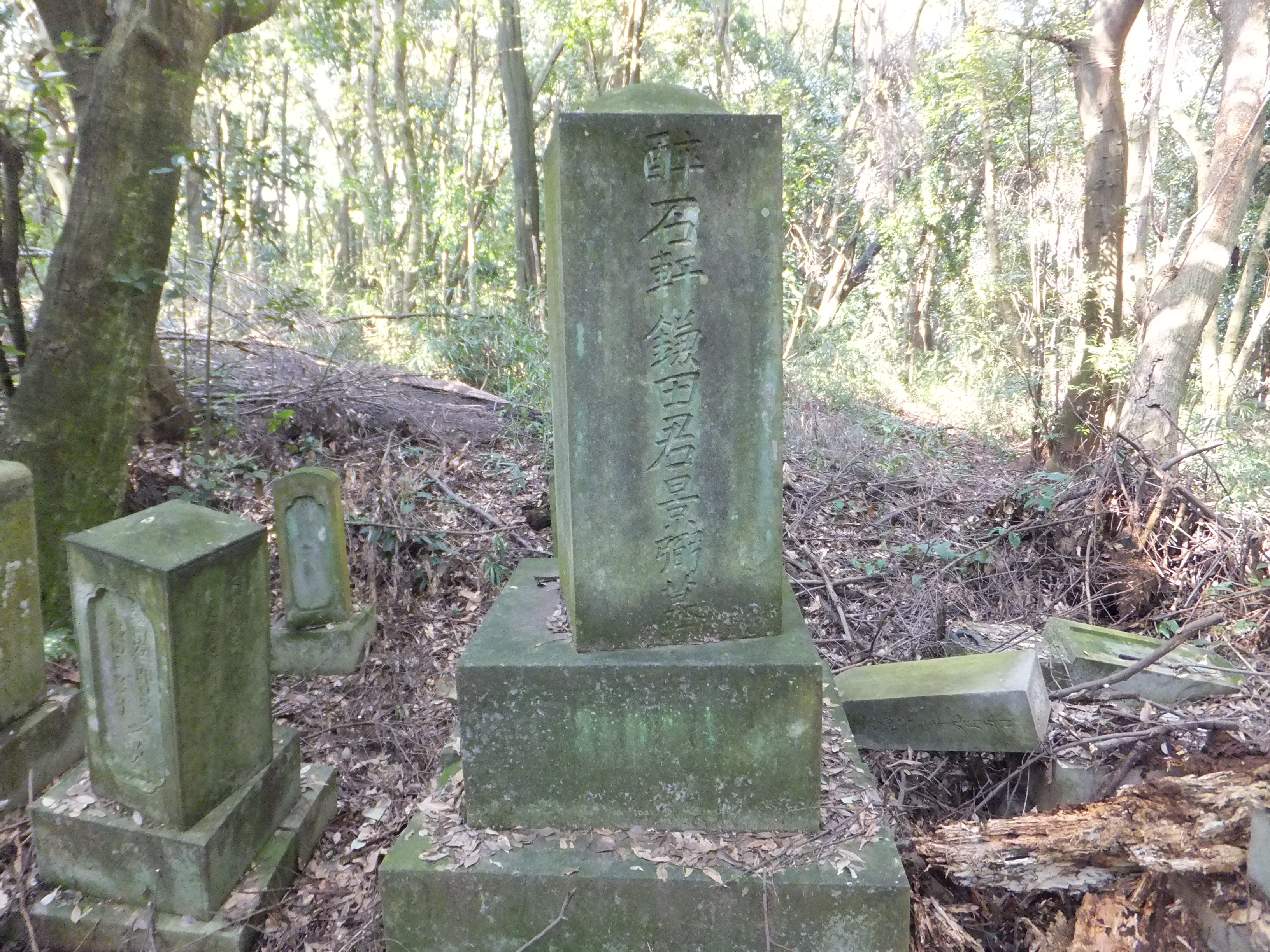
2017年2月撮影

熊本県熊本市西区池田３丁目54付近の富ノ尾墓地の桜が丘病院職員駐車場の裏の雑木林にある。
三男の恬三氏の他、鎌田家一族のお墓がある。
2017年2月現在、前年に起きた熊本地震の為か、墓石のずれ、倒壊が起きている。
墓碑銘には、漢学者としても知られる竹添進一郎（光鴻）が綴った鎌田家の由来や景弼の生涯などが彫られている。
戒名は、五柳院殿酔石日景大居士。
管理者不明。

## その他

### 楊柳亭
2018年現在、佐賀市松原にある楊柳亭は、明治15年（1882年）5月、岸川平左衛門が創業し、屋号は『新川崎屋』と呼ばれていた。景弼は政務に多忙であったが、無類の酒好きで鋭気を養うためよく通っていた。しだれ柳の多かった場所にちなんで『楊柳亭』と景弼が命名した。
昭和24年（1949年）5月、全国を行幸した昭和天皇が、楊柳亭を御駐泊所とした。
酔石銘の花瓶が2つと掛け軸2本を所有している。

### 顕彰碑

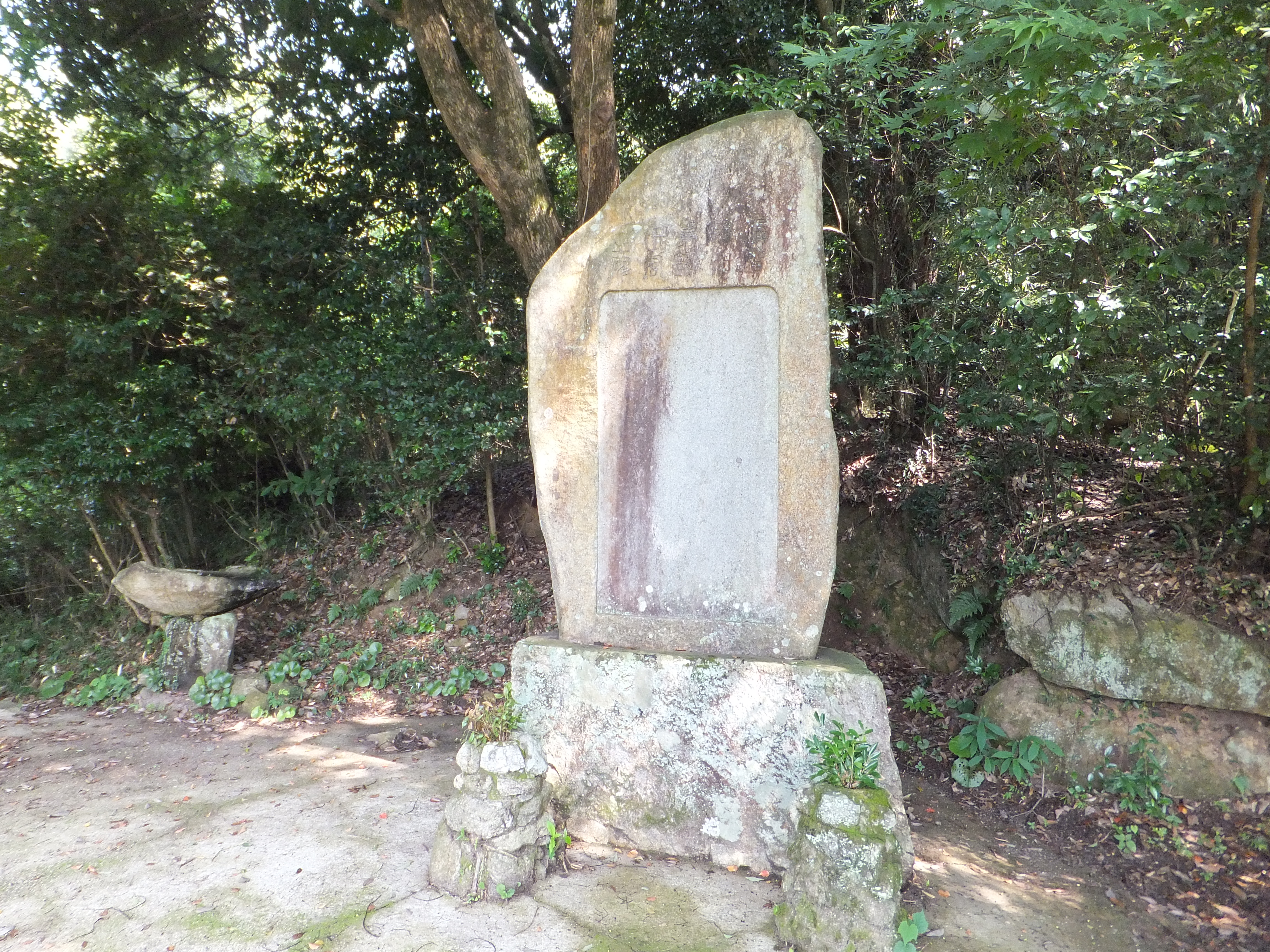
2016年8月撮影

佐賀県日蓮宗寳塔山親正寺の境内に鎌田景弼顕彰碑がある。
碑文には、漢学者としても知られる竹添進一郎（光鴻）が綴った景弼の知事としての功績などが彫られている。
明治23年（1890年）12月21日に落成式が行われた。
元々は鍋島氏の土地だったものを初代住職が買い取り、現在に至る。
景弼が、川上峡から見える景色を好んでいたとのことで、ここに建てられたという。
50周忌から毎年30年以上にわたり遠忌祭が行われていた。尚、現在は行われていない。

## 著作
- 『酔石先生遺稿』池辺吉太郎、1903年。